# Santa Rosa de Copán
Santa Rosa de Copán, también conocida como la Sultana de Occidente, es un municipio y ciudad de la República de Honduras, cabecera del departamento de Copán. Es la ciudad comercial y política más importante del occidente de la República de Honduras, era hasta hace poco una ciudad tranquila y señorial. El municipio, debido a su patrimonio e historia cultural, fue declarado como Monumento Histórico Nacional, mediante Acuerdo Ejecutivo N.º 344. en 1991.

## Límites
| Orientación | Límite                               |
| ----------- | ------------------------------------ |
| Norte       | Municipio de Concepción, Copán       |
| Norte       | Municipio de Dolores, Copán          |
| Norte       | Municipio de Veracruz, Copán         |
| Norte       | Municipio de San José, Copán         |
| Sur         | Municipio de Cucuyagua, Copán        |
| Sur         | Municipio de Talgua, Lempira         |
| Este        | Municipio de Lepaera, Lempira        |
| Este        | Municipio de San Juan de Opoa, Copán |
| Este        | Municipio de Las Flores, Lempira     |
| Oeste       | Municipio de San Agustín, Copán      |
| Oeste       | Municipio de La Unión, Copán         |

La extensión superficial del municipio es de 306.3 km². Está conectada por la carretera interamericana del occidente con la ciudad de San Pedro Sula, al este, y con las fronteras de El Poy, de El Salvador, y Agua Caliente, al oeste, de Guatemala; lo que la hace un punto geográfico importante. La parte principal de la ciudad de Santa Rosa se encuentra sobre un altiplano rodeado de colinas y abundantes pinares, con inclinación pronunciada en la parte sur, que baja paulatinamente hacia el norte de la ciudad.[cita requerida]

## Clima
Santa Rosa de Copán cuenta con un clima subtropical húmedo templado (Köppen, Cfa/Cwa) , en factor de su altura. Cuenta con temperatura media de 19 °C. Debido a su latitud, la temperatura no suele variar mucho en todo el año. En el mes más frío, que es enero, la media es de 17,5 °C, y la del mes más cálido, mayo, es de 22,0 °C. Fenómenos como las heladas son casi desconocidos en la zona, pero pueden suceder. Las granizadas son más recurrentes, pero también se dan en casos aislados.
| Parámetros climáticos promedio de Santa Rosa, Honduras | Parámetros climáticos promedio de Santa Rosa, Honduras | Parámetros climáticos promedio de Santa Rosa, Honduras | Parámetros climáticos promedio de Santa Rosa, Honduras | Parámetros climáticos promedio de Santa Rosa, Honduras | Parámetros climáticos promedio de Santa Rosa, Honduras | Parámetros climáticos promedio de Santa Rosa, Honduras | Parámetros climáticos promedio de Santa Rosa, Honduras | Parámetros climáticos promedio de Santa Rosa, Honduras | Parámetros climáticos promedio de Santa Rosa, Honduras | Parámetros climáticos promedio de Santa Rosa, Honduras | Parámetros climáticos promedio de Santa Rosa, Honduras | Parámetros climáticos promedio de Santa Rosa, Honduras | Parámetros climáticos promedio de Santa Rosa, Honduras |
| Mes                                                    | Ene.                                                   | Feb.                                                   | Mar.                                                   | Abr.                                                   | May.                                                   | Jun.                                                   | Jul.                                                   | Ago.                                                   | Sep.                                                   | Oct.                                                   | Nov.                                                   | Dic.                                                   | Anual                                                  |
| ------------------------------------------------------ | ------------------------------------------------------ | ------------------------------------------------------ | ------------------------------------------------------ | ------------------------------------------------------ | ------------------------------------------------------ | ------------------------------------------------------ | ------------------------------------------------------ | ------------------------------------------------------ | ------------------------------------------------------ | ------------------------------------------------------ | ------------------------------------------------------ | ------------------------------------------------------ | ------------------------------------------------------ |
| Temp. máx. abs. (°C)                                   | 29.4                                                   | 33.0                                                   | 34.2                                                   | 34.5                                                   | 35.7                                                   | 35.1                                                   | 32.8                                                   | 32.0                                                   | 31.0                                                   | 32.0                                                   | 30.0                                                   | 29.1                                                   | 35.7                                                   |
| Temp. máx. media (°C)                                  | 24.4                                                   | 24.5                                                   | 27.6                                                   | 29.5                                                   | 31.6                                                   | 32.0                                                   | 27.0                                                   | 26.5                                                   | 25.8                                                   | 25.0                                                   | 24.8                                                   | 23.7                                                   | 26.9                                                   |
| Temp. media (°C)                                       | 17.3                                                   | 19.0                                                   | 19.8                                                   | 20.5                                                   | 22.4                                                   | 23.1                                                   | 21.7                                                   | 21.7                                                   | 20.5                                                   | 19.9                                                   | 18.6                                                   | 17.4                                                   | 20.2                                                   |
| Temp. mín. media (°C)                                  | 13.0                                                   | 13.0                                                   | 13.0                                                   | 15.1                                                   | 19.0                                                   | 19.1                                                   | 19.0                                                   | 18.0                                                   | 18.4                                                   | 15.4                                                   | 14.1                                                   | 14.2                                                   | 15.9                                                   |
| Temp. mín. abs. (°C)                                   | 7.8                                                    | 8.9                                                    | 9.3                                                    | 9.9                                                    | 13.0                                                   | 14.0                                                   | 12.0                                                   | 10.0                                                   | 10.0                                                   | 9.5                                                    | 8.5                                                    | 8.0                                                    | 7.8                                                    |
| Precipitación total (mm)                               | 40.9                                                   | 28.6                                                   | 28.7                                                   | 44.2                                                   | 154.9                                                  | 260.2                                                  | 211.5                                                  | 216.4                                                  | 250.5                                                  | 145.4                                                  | 76.0                                                   | 69.0                                                   | 1526.3                                                 |
| Días de precipitaciones (≥ 0.1 mm)                     | 3.9                                                    | 2.2                                                    | 2.7                                                    | 9.1                                                    | 13.5                                                   | 15.2                                                   | 24.6                                                   | 20.0                                                   | 15.5                                                   | 9.4                                                    | 3.8                                                    | 3.8                                                    | 101.9                                                  |
| Horas de sol                                           | 204.6                                                  | 226.0                                                  | 263.5                                                  | 261.0                                                  | 279.0                                                  | 213.0                                                  | 195.3                                                  | 210.8                                                  | 186.0                                                  | 220.1                                                  | 195.3                                                  | 189.1                                                  | 2643.4                                                 |
| Humedad relativa (%)                                   | 60                                                     | 57                                                     | 50                                                     | 46                                                     | 48                                                     | 63                                                     | 71                                                     | 72                                                     | 71                                                     | 68                                                     | 63                                                     | 64                                                     | 61                                                     |
| Fuente: HKO                                            |                                                        |                                                        |                                                        |                                                        |                                                        |                                                        |                                                        |                                                        |                                                        |                                                        |                                                        |                                                        |                                                        |

## Historia

### Fundación

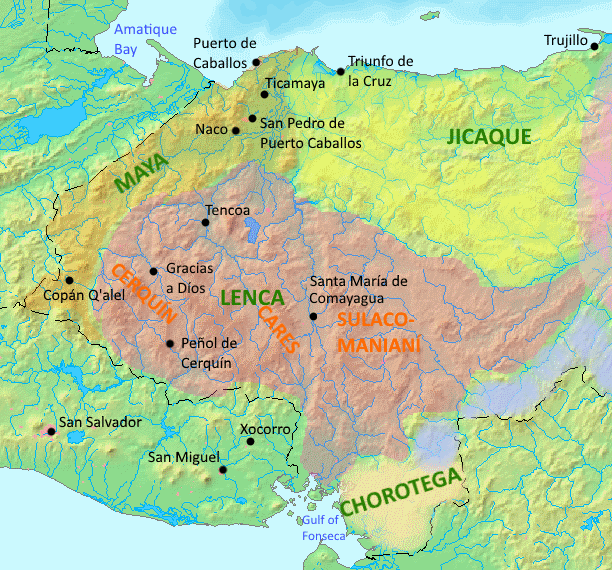
Localización territorial de población indígena en el.

El sitio que hoy comprende Santa Rosa era propiedad territorial de los lencas, como anteriormente lo había sido de los mayas. Cuando fue instaurada la colonia española en Honduras, este pasó a ser jurisdicción de la capitanía española estacionada allí, que se regía por la "Audiencia de los Confines", un Alto Tribunal Monárquico instalado en Gracias a Dios (hoy Gracias). En este territorio se fundó Los Llanos, durante el siglo XVIII, que pasó a ser un conocido altiplano por el que se atravesaba desde la ciudad de Gracias hasta Santiago de los Caballeros de Guatemala.
En 1705 el capitán español don Juan García de la Candelaria compró el territorio con el fin de ubicar su hacienda. En 1750, los terrenos heredados de la familia García comprendieron los sitios El Derrumbado, El Rosario, El Salitrillo, Las Delicias y Los Naranjos, en los cuales sobresalió la agricultura del maíz y el frijol. También se cultivó añil y tabaco para su comercialización, y se utilizaron los terrenos para la ganadería.
A principios del siglo XX se mantenía que Santa Rosa había sido fundada entre finales del siglo XVIII y principios del XIX por un matrimonio de dos jóvenes españoles, don Martiniano García López y doña Manuela Díaz Matamoros, lo que fue aclarado por el historiador profesor Mario Arnoldo Bueso Yescas en su libro Santa Rosa de los Llanos, Cuna de la República.

### Crecimiento
Debido al auge de las siembras de tabaco, comenzó una migración de gente hacia las haciendas de Los Llanos, provenientes de Quezailica, Comayagua, Gracias a Dios, etc., que se establecieron formalmente adquiriendo terrenos propios. A ellos se les llegó a conocer como "llaneros"; aunque Los Llanos continuaba siendo jurisdicción de la ciudad colonial de Gracias a Dios
En 1766 es establecida la Real Renta del Tabaco, objeto de lo cual mucho del producto es comprado para ser transportado hacia la península ibérica, y el 31 de enero de 1796 el arquitecto Bartolomé Quevedos concluye el edificio de la Real Factoría de Tabacos, a un coste de 19 600 pesos, la cual se volvió un impulsor de la economía en la región.
En 1798 es fundada la parroquia de Los Llanos, eligiéndose como patrona a la Virgen del Rosario, separándose así del Curato de Quezaílica. Su primer párroco, el presbítero Pedro Antonio Pineda, terminó de construir la Catedral de Santa Rosa de Copán el 20 de agosto de 1803.

### Municipio

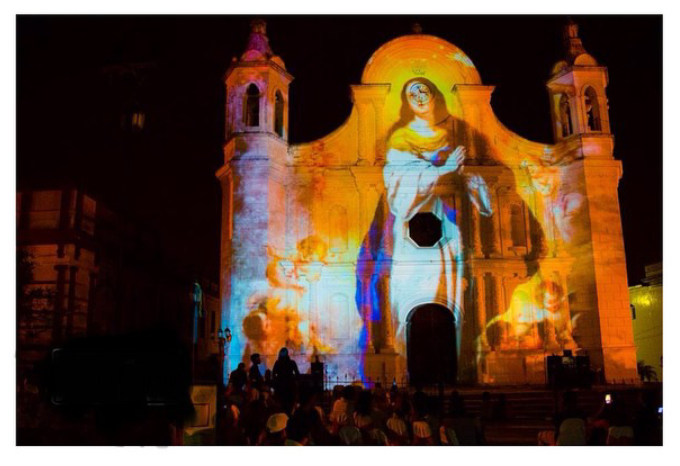
Aniversario del título de ciudad de Santa Rosa, proyección de imágenes sobre la fachada de la catedral realizado el 12 de abril de 2014.

El Doctor Vallejo, en su Tratado de la Historia de Honduras, señala que a Santa Rosa se le denominó pueblo con categoría de municipio en 1802; por lo cual pasó a renombrarse como Los Llanos de Santa Rosa, en honor a Santa Rosa de Lima. Además fue nombrado primer alcalde municipal Mariano Pineda; y se ordenó la construcción del Ayuntamiento Constitucional, terminado en 1810 frente al Parque Central Jardín La Libertad.
En un recuento poblacional de 1817 se estimó que había 300 familias residiendo formalmente en Los Llanos. Más tarde, en 1822 las autoridades del municipio se opusieron a la anexión al Primer Imperio Mexicano de Agustín de Iturbide y se mantuvieron fieles a la Declaración de Independencia promulgada en 1821. Para 1823 fue renombrada como Villa Nacional de Santa Rosa mediante Decreto N.º 53 de la Asamblea Nacional Constituyente de las Provincias Unidas de Centro América. El 12 de abril de 1843, la aldea recibió por decreto el título de ciudad, bajo la presidencia del general Francisco Ferrera.

### Capital del Estado
La ciudad de Santa Rosa, en varias ocasiones, fue capital del Estado de Honduras. En 1852, durante la administración del presidente José Trinidad Cabañas, este procedió a movilizarse a Santa Rosa, al mando de sus tropas, para defender la factoría de Tabaco, las plantaciones y la producción tabaquera, debido a las invasiones de los ejércitos guatemaltecos y salvadoreños, los cuales fueron derrotados por los hondureños, el ejército de Honduras con su gruesor de 800 soldados, le hizo frente al ejército combinado (Guate-Salvadoreño) con su estimado de 2,700. Cantidad que fue estimada por el general Cabañas. 
La ocasión más solemne fue en 1862, cuya administración estaba dirigida por el presidente Victoriano Castellanos Cortés, nativo de este poblado. Ese años, la sede de la Cámara Legislativa, reunida en la Casa Castellanos de esta misma ciudad, emitió el Decreto N.º 3 con fecha 7 de mayo; en el cual el país se denominaría "República de Honduras", dejando de llamarse "Estado de Honduras".
En 1863 el presidente de Guatemala Rafael Carrera y Turcios declara la guerra a El Salvador, e intenta derrocar al general Gerardo Barrios. Enviando al frente de sus tropas al general Vicente Cerna Sandoval, invaden nuevamente Honduras para tal acometido. Asimismo, las tropas guatemaltecas apoyaron al senador y General José María Medina para tomar el poder en Honduras, que estaba en manos interinas de José Francisco Montes Fonseca. Al declararse a Medina como presidente, Santa Rosa pasa nuevamente a ser sede del gobierno. El 21 de febrero de 1868, Medina crea mediante decreto la primera condecoración hondureña, la Orden de Santa Rosa y de la Civilización de Honduras.

### Cabecera departamental
El 28 de mayo de 1869 fue la creación del Departamento de Copán, por lo que la ciudad pasa a llamarse Santa Rosa de Copán, convirtiéndose en la cabecera y sede del gobierno departamental, al mando del señor Francisco Fiallos Cevallos. Ya que en ella se concentraron las instituciones gubernamentales del departamento de Copán, Santa Rosa se vuelve la ciudad más grande e importante del occidente de Honduras.

### La ciudad como punto estratégico

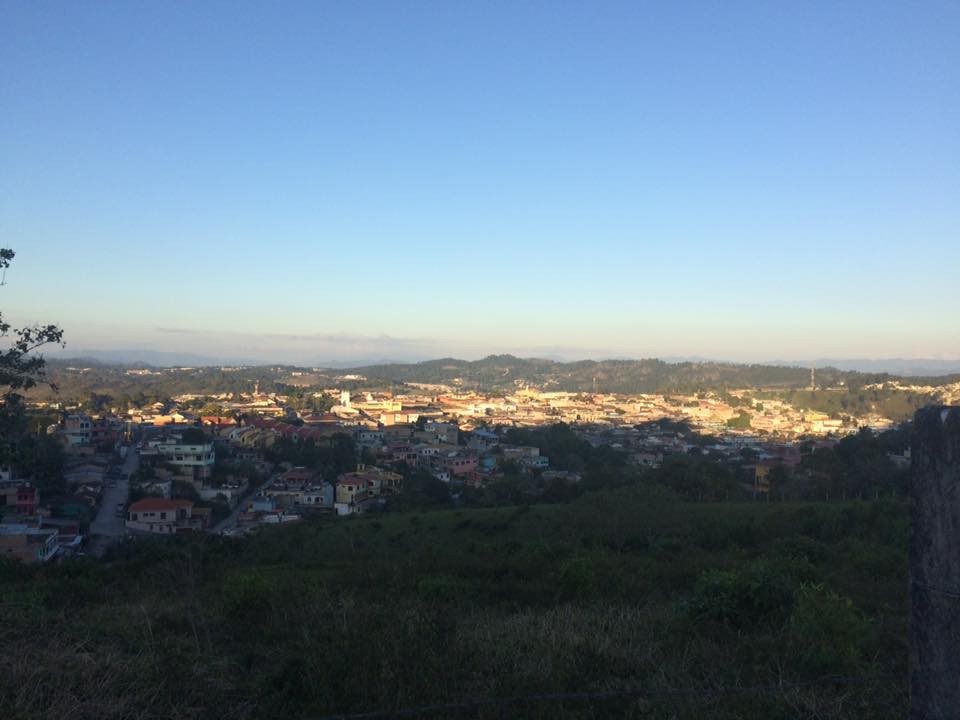
Santa Rosa de Copán, vista desde las alturas del sector La Cuchilla.

Santa Rosa ha sido considerada como la capital del occidente de Honduras y es por ello que desde el siglo XIX ha sufrido varias batallas a lo largo de su historia. Una vez elevada la ciudad de Santa Rosa a municipio a principios de ese siglo y construido el Ayuntamiento, este sirvió tanto para oficinas edilicias y gubernamentales, y de cuartel para las tropas estacionadas allí. Este edificio, construido de adobes reforzados y techo con artesón de madera, fue bastión para la defensa de la ciudad en los constantes ataques que se producían por las rebeliones. El mismo fue demolido a mediados del siglo XX, para dar paso al Centro de Salud Doctor Vicente Fernádez Mejía.
En 1838, ya declarado el Estado de Honduras, el general guatemalteco Indalecio Cordero de ideología republicana, atacó el occidente de Honduras y tomó la Villa de Santa Rosa de Los Llanos mientras ocurría una transición en la presidencia hondureña entre José María Martínez Salinas y José Lino Matute. En respuesta, el general unionista José Trinidad Cabañas ordenó inmediatamente el movimiento de tropas, comandadas por el general Eusebio Toro y el general Ciriaco Braan y Carrascosa, para la defensa de los habitantes y de sus propiedades. Después de ser acorralado el general Cordero, se retiró hacia Guatemala vencido 300 soldados del ejército Guatemalteco invadieron Honduras pero las fuerzas liberales de José Trinidad Cabañas, compuesta por 107 soldados más dos oficiales detuvieron la invasión, lo que ocasionó una victoria para ejército Hondureño, siendo esta su primera victoria en su historia como nación individualista. 
Nuevamente en 1853 el general guatemalteco Rafael Carrera, envió al General Ignacio García Granados al mando de un fuerte contingente, para invadir Honduras, el 19 de julio. Las fuerzas guatemaltecas saquearon los poblados del occidente del país, siendo la más afectada la Villa de Santa Rosa de Los Llanos. El Presidente, General José Trinidad Cabañas decide trasladar su gobierno y al ejército a esta ciudad con el fin de defenderla de las constantes invasiones de Guatemala y El Salvador, invasoras,los cuales fueron derrotados el 22 de septiembre de 1853
Durante la revuelta de 1903 por el poder en Honduras, Santa Rosa fue atacada por las tropas nacionalistas al mando del General Manuel Bonilla, quien se encaminaba hacia la capital, en contra del "Gobierno usurpador" del liberal Doctor Juan Ángel Arias Boquín. En ese entonces, la ciudad vencida quedó al mando de oficiales leales a Bonilla.
Seguidamente sucedería la primera guerra civil de Honduras, en 1919. Santa Rosa fue atacada el 16 de agosto por las fuerzas rebeldes intibucanas al mando del Coronel Gregorio Ferrera, Coronel Vicente Tosta Carrasco y el Coronel Flavio Delcid. El comandante de armas, el licenciado Jesús María Rodríguez; el general Alfonso Ferrari y el coronel Vicente Ayala, al mando de 400 soldados y civiles se aprestaron a la lucha por defender la ciudad, que fue tomada y saqueada por los rebeldes. De igual modo sucedió en la Segunda guerra civil de Honduras de 1924; el general Gregorio Ferrera, el coronel Pedro G. Domínguez, el coronel Domingo Toroz, coronel Blas Domínguez y el Coronel Manuel Darías tomaron la ciudad con un fuerte ejército de 800 soldados, la cual estaba defendida por el general Filiberto Díaz Zelaya, General José León Castro, General Andrés Evelio Díaz y el general Vicente Ayala, al mando de 3,000 hombres.
En 1931 el general Gregorio Ferrera reunió a sus oficiales y seguidores e invadió el occidente del país un 30 de abril, el cual se hallaba bajo la presidencia del liberal, doctor Vicente Mejía Colindres. El general Ferrera, al mando de sus oficiales: el general Justo Umaña, General Domingo Toroz y el general Carlos Sanabria, atacaron la ciudad de Santa Rosa de Copán, que fue defendida por la milicia estacionada allí. En la sangrienta batalla falleció el gobernador Político de Copán, el Perito Mercantil César López Urquía, asimismo el Comandante de la plaza, el Coronel Diego García. El General Ferrera, después de tomar su botín, emprendió la marcha hacia el norte de Honduras, y después de varias encarnizadas luchas con las fuerzas gubernamentales, sus tropas fueron emboscadas cerca del Río Chamelecón, donde murió. En 1932, el general Justo Umaña Alvarado vuelve a tomar la plaza de Santa Rosa, pone sitio y obliga a la empresa Casa Bueso a que contribuya con su causa.
Estando en la presidencia el doctor y general Tiburcio Carías Andino (1936-1949) y como comandante de Armas de Santa Rosa de Copán, el general Vicente Ayala, se reorganizó el ejército hondureño y se ordenó la construcción del nuevo cuartel en esa ciudad, para reubicar a las tropas que se estacionaban en el ahora insuficiente Ayuntamiento Constitucional. Es así que el edificio fue inaugurado después de 7 años de construcción. En 1958, estando en la presidencia el Doctor Ramón Villeda Morales, de nuevo se reorganizó el ejército, quedando Santa Rosa y el Cuartel Francisco Morazán como sede de la Tercera Zona Militar de Honduras, bajo las órdenes del Coronel José David Chinchilla, comandante de la fuerza militar en los departamentos de Copán, Ocotepeque, Santa Bárbara y Lempira.
Durante la Guerra de las 100 Horas o Guerra del Fútbol, entre El Salvador y Honduras, en julio de 1969, Santa Rosa fue un objetivo táctico a tomar, debido a que poseía tanto cuartel militar como aeropuerto. Es por ello que los aviones de la Fuerza Aérea Salvadoreña la bombardearon previo a la movilización de sus tropas. La ciudad movilizó sus soldados activos y de reserva, así como a voluntarios civiles para defender la integridad nacional hondureña. El Hospital de Occidente recibió muchos heridos de las batallas realizadas al sur de la ciudad, que impidieron que Santa Rosa fuera alcanzada por los salvadoreños.

### Era contemporánea

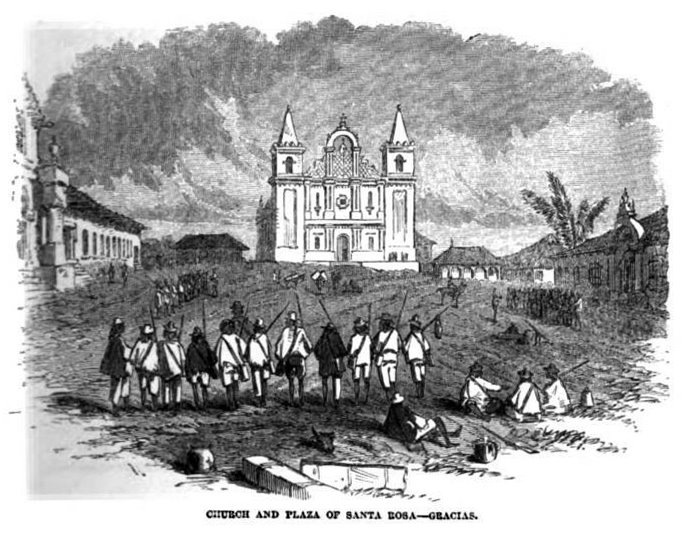
Plaza de Santa Rosa durante el.

En 1874, el edificio de la Real Factoría de Tabacos fue cedido por el presidente Ponciano Leiva, para albergar al Instituto Científico de San Carlos; y el 3 de abril de 1879, bajo la presidencia del Doctor Marco Aurelio Soto, lo ocupó la recién fundada Universidad Nacional de Occidente, que contó con las carreras de Derecho y Medicina y que desapareció unos años después. Ese mismo año se fundó además la sociedad del Casino Copaneco, en la Casa Arias, antigua residencia de la familia del presidente Juan Ángel Arias Boquín. En 1880 se creó la tienda comercial Casa Bueso y Hermanos, que aun importa productos de todo el mundo con sucursales en El Paraíso y Macuelizo, entre otros.
Para finales del mismo, la ciudad crecía ordenadamente, se colocaba el tendido telegráfico y después el servicio de correo, con el que prácticamente quedaba fuera del aislamiento con el resto del mundo. A principios del siglo XX había servicio de acueductos y aguas negras. El Parque central La Libertad y el primer kiosco fue mandado construir en 1900, por el alcalde de la ciudad, el Ingeniero Manuel Bueso Cuéllar. El 5 de abril de 1908 es fundada la Sociedad de Artesanos El Porvenir, llamada Sociedad Copaneca de Obreros desde 1912, una de las hermandades gremiales más antiguas de Honduras. En 1909 fue enviado el Obispo Juan Caliero como nuncio apostólico de la Santa Sede al Obispado de Honduras, cuya sede se encontraba en Comayagua. 
En 1911, el Doctor Juan Ángel Arias Boquín vendería al gobierno la casa que alguna vez perteneció a la familia Milla, que entre 1914 y 1979 albergó al Colegio Nacional de Segunda Enseñanza Álvaro Contreras, y donde seguidamente estuvo la Escuela experimental Licenciado José Cecilio del Valle y la sede de la Cruz Roja hondureña y en los noventa fue reformada totalmente para albergar la Casa de la Cultura, contando con biblioteca, sala de exposiciones, aulas, y salas de taller y teatro
Para 1912 se terminó la construcción del Mercado Municipal, con el fin de ubicar a vendedores y comerciantes locales. Un año después se constituye la Sociedad Junta de Aguas, con el objeto de mejorar los servicios de saneamiento en la ciudad. En 1916 se realizó la repartición territorial diocesana, creándose la arquidiócesis de Tegucigalpa como cabecera jerárquica católica y varias diócesis departamentales, entre ellas la de Santa Rosa, cuyo primer obispo fue Monseñor Claudio María Volio y Jimenéz. En 1920 se inaugura el Hospital de Occidente, diez años después de ideada su creación mediante en una junta de activistas locales.
En 1930 es instalada la primera planta de energía eléctrica sobre el Río Higuito, la cual fue arrastrada en una crecida fluvial y quedó inservible, colocándose una provisional en el sector de El Salto. El mismo año se colocó la primera planta de tratamiento para agua potable, con agua proveniente del sector de La Honduras. En 1934 se construye la pista aérea en el sector de Miraflores, la cual sirve de aeropuerto para las aerolíneas TACA y Transportes Aéreos Nacionales, así como del correo aéreo, recién fundados en el país. En 1935 se construye el Palacio Episcopal.
El 24 de enero de 1940 es fundada la Cámara de Comercio e Industria de Copán, una de las más antiguas de Honduras, y su primer presidente fue el Ingeniero Manuel Bueso Pineda. Fue el 1 de septiembre de 1951 que abrió sus puertas la primera agencia bancaria local, el Banco de Occidente, S.A.. Un año después fue inaugurada la carretera que une a la ciudad con el norte de Honduras y las fronteras de Guatemala y El Salvador, siendo una de las más transitadas en el occidente del país. También en la misma década es colocada la primera antena repetidora de señal de televisión, y es hasta 1985 que se instalan los primeros servicios de televisión por cable.
El 26 de enero de 1975 se inaugura el Estadio Municipal Miraflores, actual Estadio Abogado Sergio Antonio Reyes Mejía, con el fin de promover el deporte en la comunidad. El 28 de agosto de 1985 son inaugurados los Juegos Florales de Santa Rosa, los cuales después pasaron a ser de calidad internacional, y se celebran en el marco de la Feria Patronal de la ciudad. El 24 de abril de 1991 se declara a la ciudad de Santa Rosa como Monumento histórico nacional de Honduras, y el 23 de octubre de 1996 es fundado el Centro Universitario Regional de Occidente (CUROC-UNAH). En 2011 se inauguró el centro comercial Uniplaza.

### Alcaldes Municipales
Al ser elevada la ciudad a municipio en 1812, se nombró como su primer Alcalde Municipal al señor Mariano Pineda, desde esa fecha los funcionarios edilicios han administrado la ciudad. A continuación listado de alcaldes desde el año 1980 a la actualidad.
| Nombre                       | Periodo     | Partido político |
| ---------------------------- | ----------- | ---------------- |
| Héctor Emilio Medina         | 1974-1980   | Partido Nacional |
| Ramón Saravia                | 1980-1982   | Partido Liberal  |
| Margarita Alvarado de Pineda | 1982-1984   | Partido Liberal  |
| Daniel Cáceres               | 1984-1986   | Partido Liberal  |
| Octavio Bueso Pineda         | 1986-1990   | Partido Liberal  |
| José Antonio Bracamonte      | 1990-1994   | Partido Nacional |
| Elder Armando Romero         | 1994-1997   | Partido Liberal  |
| Ángel Antonio Guerra         | 1997-1998   | Partido Liberal  |
| Juan Carlos Elvir Martel     | 1998-2002   | Partido Liberal  |
| Juan Carlos Elvir Martel     | 2002-2006   | Partido Liberal  |
| Juan Manuel Bueso Fiallos    | 2006-2010   | Partido Liberal  |
| Aníbal Erazo Alvarado        | 2010-actual | Partido Liberal  |

## Población
La población es de 63.829 habitantes, incluyendo caseríos y aldeas, de los que 36,924 personas forman la población en edad de trabajar, compuesta por 47.7% de hombres y 52.3% mujeres; y 45,216 personas conforman la zona urbana. La población económicamente activa es de aproximadamente de 19,875 personas, del cual 67.7% son hombres y 32.3% son mujeres.

## Educación

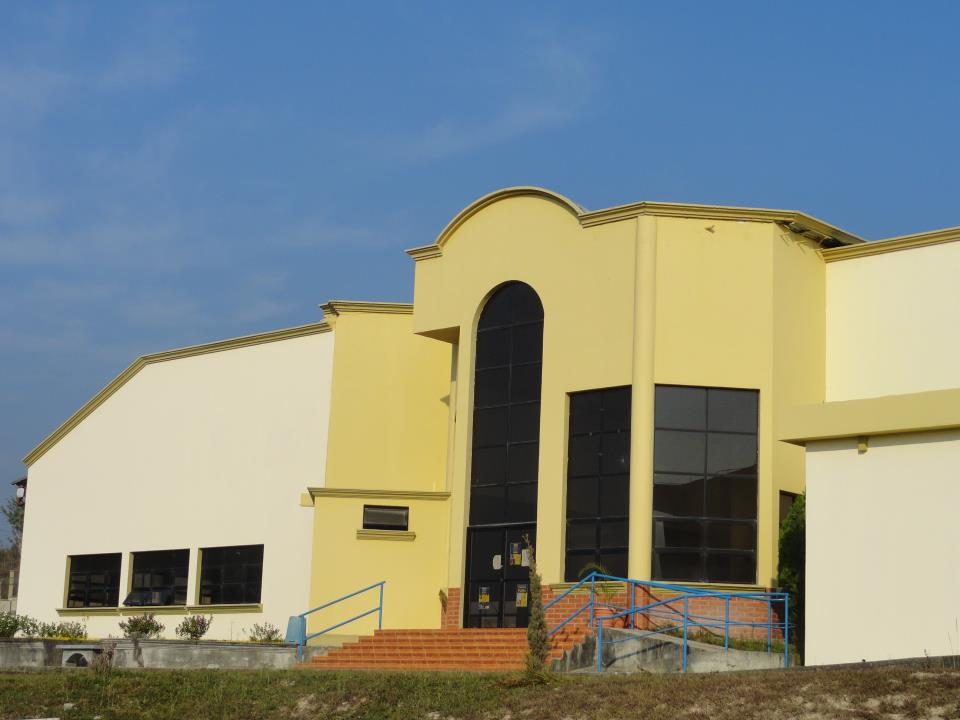
Uno de los edificios del Campus del CUROC-UNAH.

Santa Rosa de Copán cuenta con 20 centros de educación preescolar, 17 escuelas, 11 colegios de secundaria y alrededor de cinco universidades: la Universidad Nacional Autónoma de Honduras (UNAH-CUROC), el Centro Universitario Regional de Occidente, la Universidad Católica de Honduras (UNICAH), la Universidad Pedagógica Nacional Francisco Morazán y la Universidad Metropolitana de Honduras.
Dentro de la educación técnica se encuentra un centro de INFOP (Instituto Nacional de Formación Profesional), que funciona desde la década de 1980.
A nivel educación primaria se encuentra una de las primeras escuelas fundadas en el siglo XIX, la del Presbítero Pedro Antonio Pineda. Seguidamente en 1843 es creada la Escuela Lancastería Aurora, exclusiva para varones, hoy Escuela Licenciado Jerónimo J. Reina. La escuela de niñas abrió gracias a las solicitudes de varios ciudadanos en 1858 pero que abrió oficialmente hasta 1913 y que después se llamaría Escuela Manuel Bonilla. Mientras que a nivel de educación secundaria se encuentra el Instituto oficial Álvaro Contreras, fundado en 1874, el Instituto Salesiano María Auxiliadora (1927), el Instituto oficial Santo Domingo Savio (1960), el Instituto privado Nuevos Horizontes, (1968), Instituto Copaneco de Estudios Computacionales (1989), Instituto Católico Santa Rosa de Lima (1999), Instituto Bilingüe Ingeniero Héctor Emilio Medina (2 de septiembre de 1995), Western International School (2010), Instituto Alfa y Omega fundado (1983), Instituto Cristiano Buen Samaritano, Instituto Hondureño de Educación por Radio (IHER), Instituto Secundario del Polígono Industrial de Copán, entre otros.

## Salud
La ciudad cuenta con uno de los mejores centros hospitalarios del país, el Hospital de Occidente; además del Centro de Salud Doctor Vicente Fernández Mejía, construido a mediados del siglo XX, ambos administrados por la Secretaría de Salud Pública de Honduras. En la década de los 80s apareció el Hospital Centro Médico Quirúrgico Santa Rosa, el Centro Regional de Atención a Discapacitados Múltiples Teletón y la Clínica de ASHONPLAFA (Asociación Hondureña de Planificación Familiar), frente al bulevar Jorge Bueso Arias. En 2002 aparece la clínica regional del Instituto Hondureño del Seguro Social y otras clínicas privadas.
Santa Rosa de Copán, cuenta con servicios de emergencia permanente, con sedes de los cuerpos nacionales de la Comisión Permanente de Contingencias, Policía Nacional de Honduras, el Cuerpo de Bomberos de Honduras, la Cruz Roja Hondureña, la Cruz Verde Hondureña y la Fundación Paramédicos (Honduras).

## Deportes

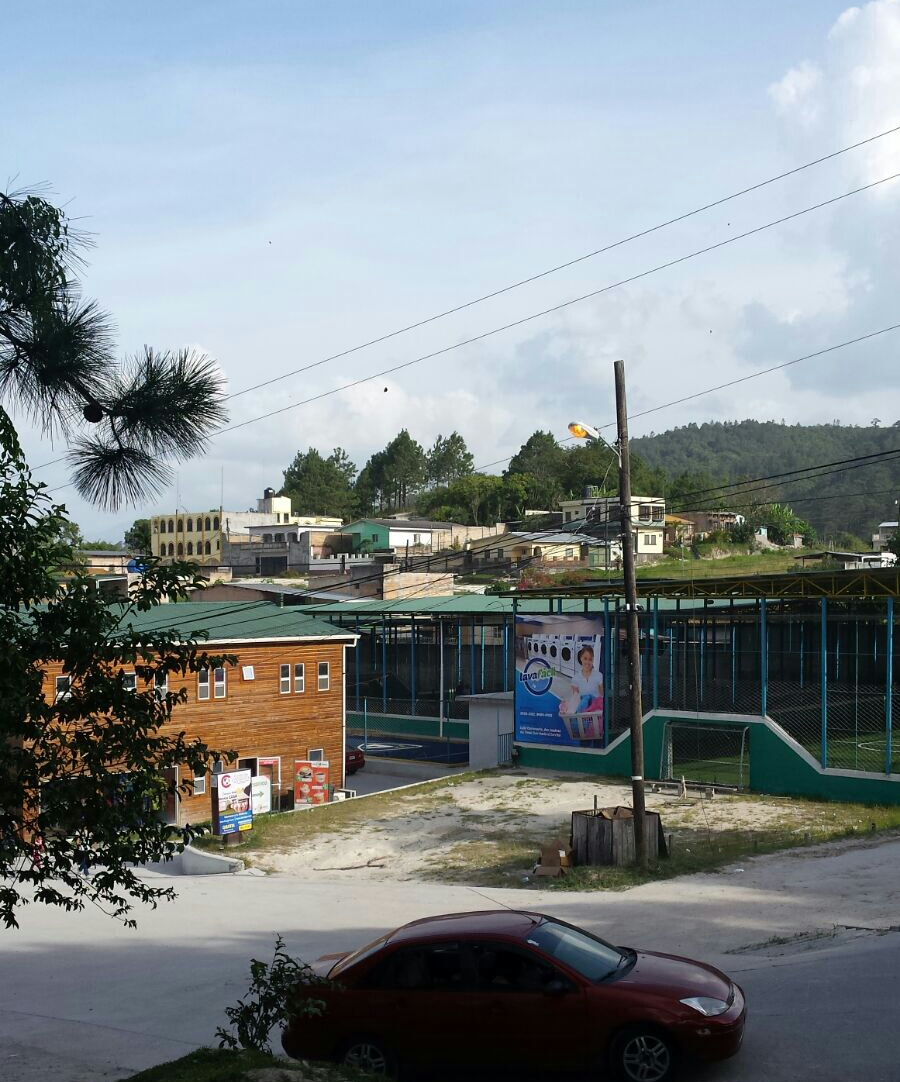
Polideportivo Copán Galel, vista desde El Cerrito

En la década de los 60 CONAPID inauguró el Estadio Municipal Miraflores, ahora renombrado como Estadio Municipal Abogado Sergio Antonio Reyes Mejía. Situado en el Barrio Miraflores, es sede del Deportes Savio F.C. El área de Santa Rosa de Copán y sus alrededores ofrece diversas actividades al aire libre, como el excursionismo a pie, el ciclismo de montaña, la equitación y natación.

## Economía
La importancia de Santa Rosa de Copán se remonta a los tiempos de la colonia española, cuando se hallaba bajo el mando de la Capitanía General de Guatemala y la Intendencia de Comayagua, ya que en sus alrededores, a través de La Real Factoría de Tabacos de Los Llanos, se cultivaba, producía y distribuía un tabaco de alta calidad, con el cual se elaboraban puros y cigarrillos artesanales. Posteriormente se comenzó con el cultivo de añil, de café de distintas clases, y seguidamente de palma de banano, árboles cítricos y de más granos básicos. Asimismo las zonas aledañas se han destinado para la ganadería, tanto porcina como bovina, habiendo además granjas avícolas.

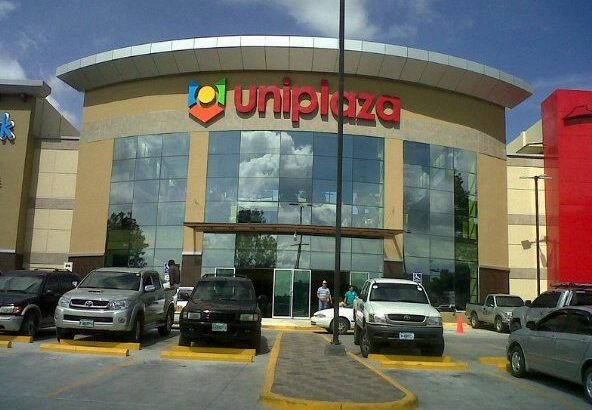
Vista del Centro Comercial UNIPLAZA.

En la década de 1940 se funda la compañía Copán Industrial, S.A., la cual elabora el refresco Copán Dry y la maicena El Bebé. En los años setenta se funda el Pasaje Urquía, uno de los primeros centros comerciales con locales para alquiler. En los ochenta fue remodelado un edificio céntrico e histórico del casco urbano, nombrándose como Pasaje Reyes; seguidamente fueron apareciendo distintas casas comerciales, las que aún prevalecen. En los noventa fue inaugurado el primer centro comercial, cinema y estacionamiento, el Centro Comercial Saavedra; luego fueron remodelándose edificios históricos para ser convertidos en sitios de alquiler, como la Casa Arias y Casa Castejón, entre otros. En los años 90 se fundó el Polígono Industrial copaneco, del cual se elaboraran varios productos artesanales.
La Cámara de Comercio e Industria de Copán, refleja en su estudio del año 2011, que el 6,9% de la población urbana se dedica al comercio, mientras el 1.5% se dedica a la agricultura y ganadería. Hoy en día, Santa Rosa es el principal centro del comercio en la zona occidental de Honduras. Por esta razón, la ciudad sirve a los habitantes de los departamentos vecinos de Ocotepeque y Lempira para llevar a cabo ciertos trámites de tipo administrativo. Además del cultivo de las plantas de tabaco y del café, los empresarios locales e internacionales están transformando a la ciudad en un importante sitio turístico, debido a las cercanías con Copán (sitio arqueológico).

## Arte y Cultura

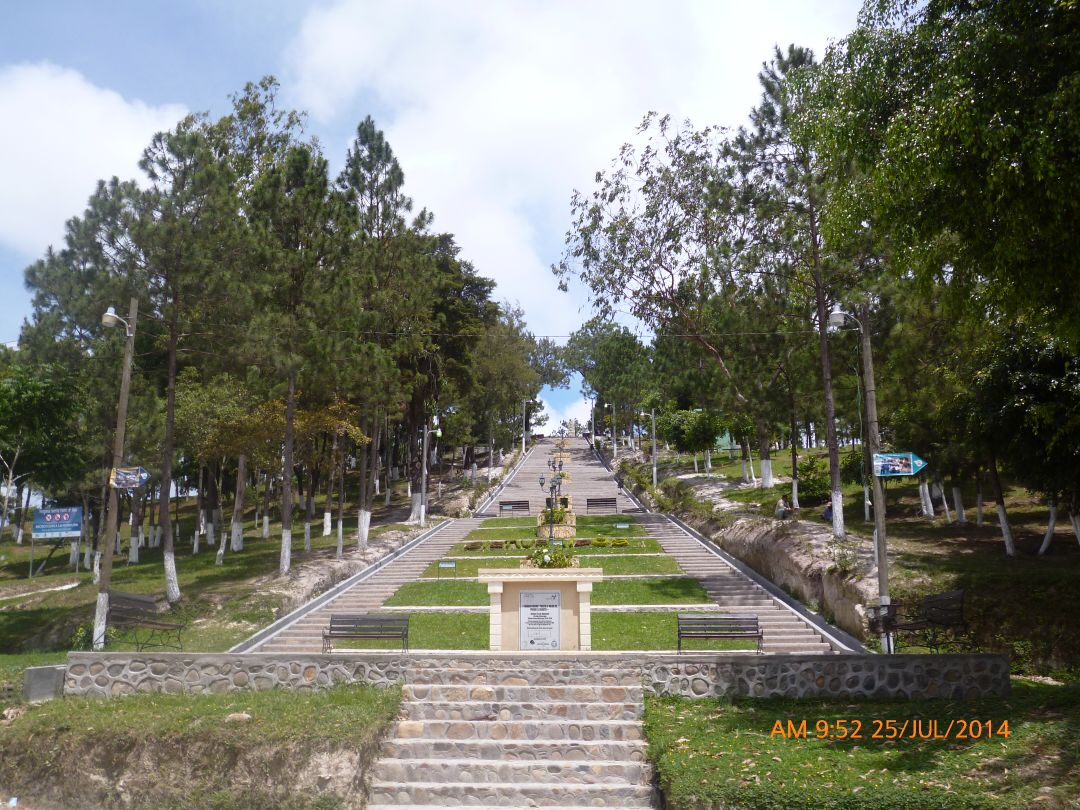
Imagen frontal del Cerrito Centenario, sitio de paseo y esparcimiento cultural.

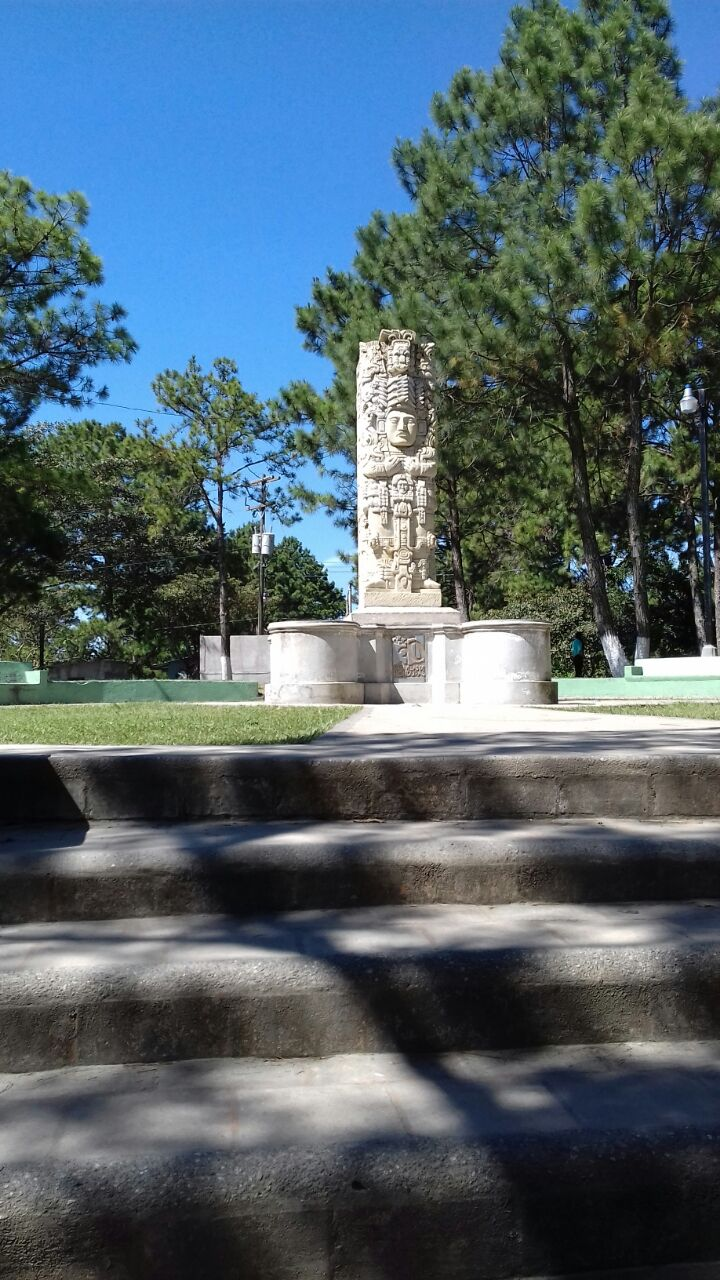
Cima de Parque Cerrito Centenario y estela Maya

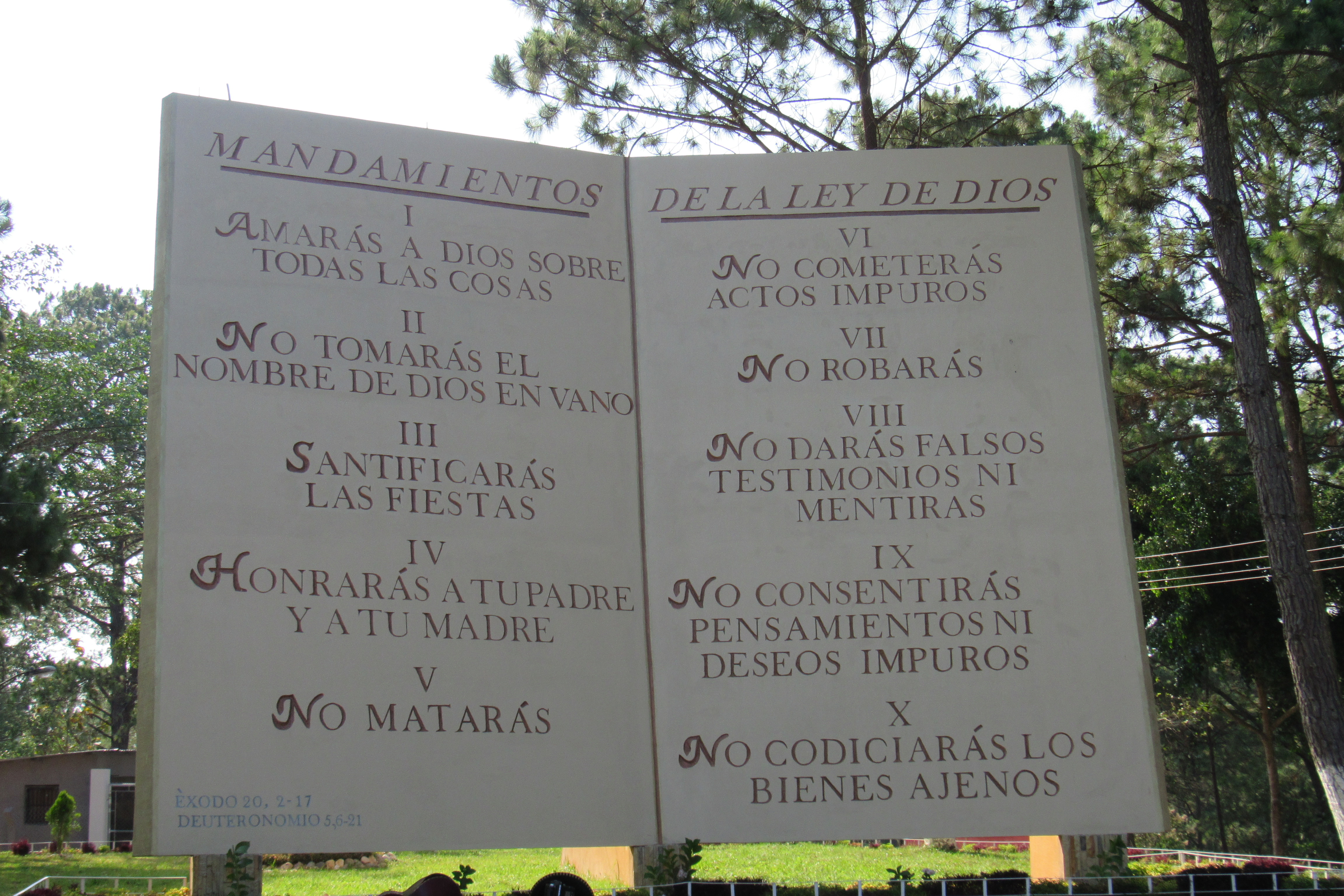
Escultura de Santa Biblia con los 10 mandamientos en Cerrito Centenario.

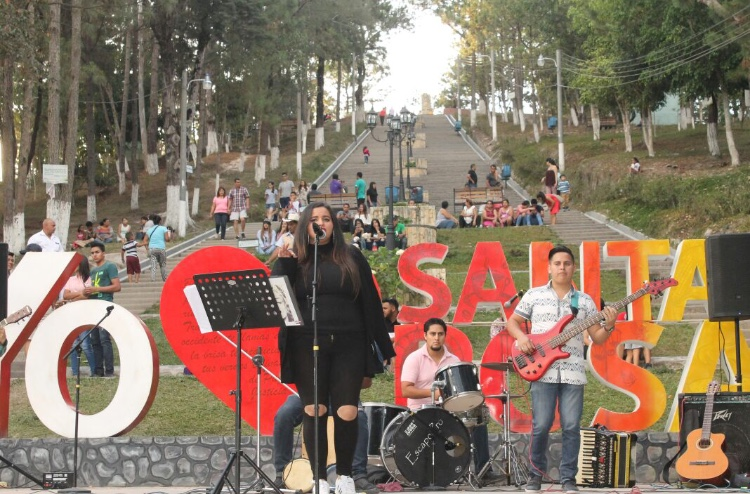
Grupo musical Cuarto de Luna, realizando una interpretación en vivo en el Parque Cerrito Centenario de Santa Rosa de Copán.

En 1991 se declaró a Santa Rosa de Copán como Monumento Histórico Nacional mediante el acuerdo ejecutivo N.º 344, con la intención de rescatar la identidad cultural y dar a conocer su historia. En 1999 la Corporación Municipal creó la Comisión Municipal para la Preservación del Casco Histórico, hoy Comisión Ciudadana del Casco Histórico, que pretende explotar el potencial turístico de la ciudad. En 2006 esta Comisión se hizo merecedora del Premio de Estudios Históricos Rey Juan Carlos I, que otorga el Centro Cultural de España en Tegucigalpa, por su contribución participativa al rescate de espacios públicos a través de la cultura.
Desde 1986, se celebran cada año los Juegos Florales, los cuales son rectorados por una Comisión Permanente que integra un jurado calificador. El evento fue inicialmente local, luego nacional, y ahora internacional; ha contado con escritores, poetas y cuentistas de América. Se realizan además la Feria patronal de la ciudad, con fiestas bailables en los salones del Palacio Obrero o del Casino Copaneco. A partir de los 80 existe el Grupo Teatral Copaneco. Santa Rosa cuenta con varias bibliotecas públicas, entre las que destacan la Casa de la Cultura, la biblioteca Profesora Oralia García de la Iglesia Centroamericana Evangélica Bethel, la del XII Batallón de Infantería, la biblioteca del Centro Universitario Regional de Occidente, la biblioteca y centro de documentación del Abogado Manuel J. Fajardo, entre otras pertenecientes a instituciones de primaria y secundaria.
Santa Rosa de Copán, en su historia cultural y musical cuenta con un sinnúmero de exponentes conocidos por los santarrocenses; entre ellos se encuentran los internacionales: Voces Copanecas, la Marimba de los hermanos Brizuela, Marimba del Banco de Occidente, Grupo Perla Star de los hermanos César y Ángel Pinto, Tropical Band, el grupo Dragones, integrada por elementos del 12.º Batallón de Infantería, de entre los cuales salieron el cantante Mario Alejandro, quien es compositor del tema Timoshenko. El tecladista Moris Dubón, los guitarristas José Mario Espinoza y Arturo Ríos, el bajista Sergio Ríos y Mario Tomé. A finales de los ochenta se recuerda la discomóvil Vibración Z, el grupo de pop-rock liderado por Antonio "Tono" Rendón. Entre los diversos grupos musicales roqueros se recuerda al grupo Metáfora y al grupo Instinto. Dentro del rap se recuerda a los grupos Triple H, GPR y Killer Rap. Muchos músicos locales dieron sus primeros pasos en escuelas de música vacacionales, otros siendo integrantes de grupos cristianos. En el Centro Universitario Regional de Occidente (CUROC-UNAH) se encuentra el grupo Voces Universitarias. Asimismo uno de los grupos recién fundados se encuentran Cuarto de Luna y Grito Fuerte Honduras.
En el año 2012, la banda de rock alternativo Barco de Tarsis integrada por Josué Lara (voz), Abdías Alvarado (batería), Merari Alvarado (guitarra y voces), Emanuel Pacheco (bajo), Melissa León (voces) y Carlos Avilez (guitarra) ganó el primer lugar de la cuarta edición de la "Batalla de las Bandas Pepsi" representando a la ciudad en este concurso musical a nivel nacional. Desde entonces la agrupación ha destacado por la producción de música original.
Barco de Tarsis ganó Batalla de las Bandas Pepsi 2012

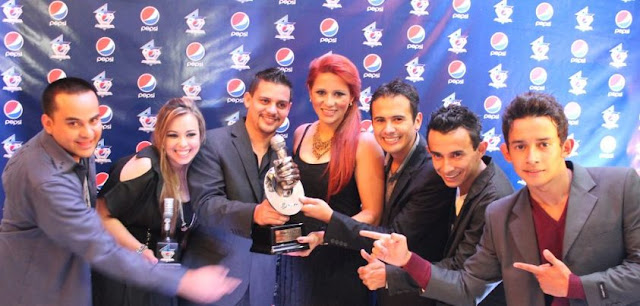
Barco de Tarsis en el 2012

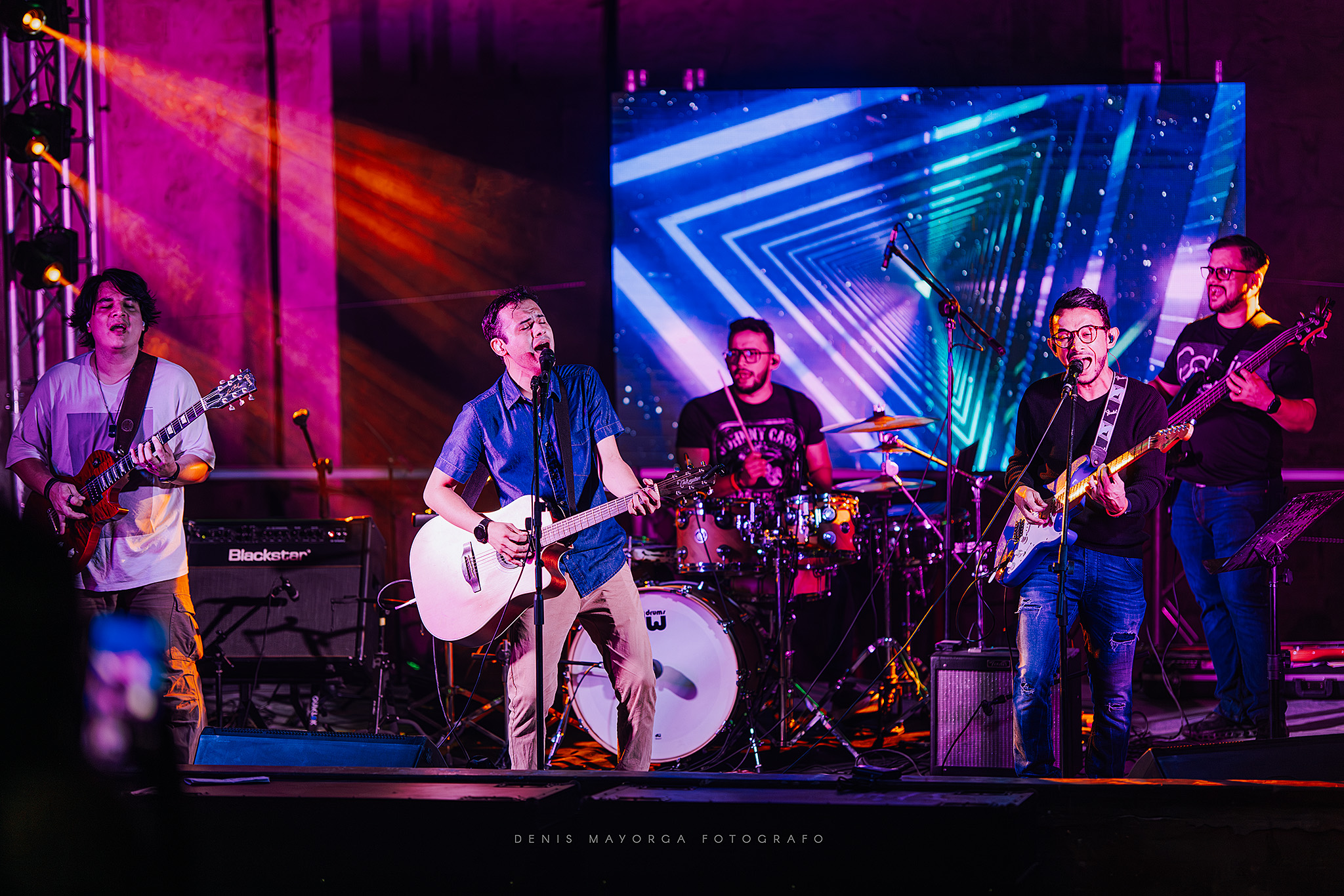
Barco de Tarsis en la actualidad

Entre los artistas santarrocenses destacan: Argentina Díaz Lozano, novelista y periodista nominada al Premio Nobel de Literatura; Mario Arnoldo Bueso Yescas, historiador; Óscar Castañeda Batres (1925-1994), ensayista, historiador y poeta; y Manuel Luna Mejía (1911-1994), poeta, entre otros.  

### Íconos de Santa Rosa de Copán
El escudo de la ciudad, fue creado el 15 de octubre de 1975 por Delmer Oswaldo Mejía y pintado por el señor José Sixto Mejía. 
También artistas anónimos se dan paso en la celebración de la Semana Santa en la ciudad, realizando obras con serrín coloreado para las vistozas alfombras elaboradas sobre la calle.
Otro de los íconos distintivos de la ciudad es su himno, compuesto por el ingeniero Enrique Bueso Arías y el que se interpreta a modo de corrido.

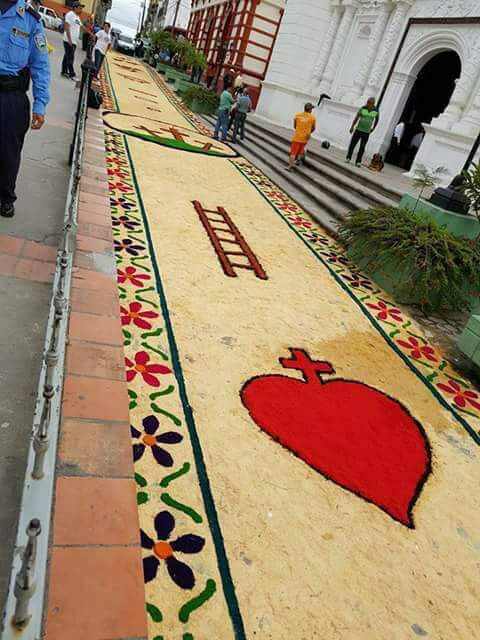
Alfombra de aserrín coloreado, durante la celebración de Semana Santa en Santa Rosa de Copán (2017)

Himno a Santa Rosa de Copán:
Letra y música: Enrique Bueso Arías

Bajo el susurro embrujador de sus pinares
Santa Rosa de Copán, reposa
rincón acogedor de Honduras
ciudad tranquila y señorial.
Sultana de Occidente te llaman
en las montañas la brisa te acaricia
y proclaman tus verdes colinas
un himno de paz y justicia.

En las noches de luna se escuchan
serenatas fervientes de amor
llevan el aire nostálgicas notas
de guitarras que gimen y cantan
dulce virgen llena de gracia, Santa Rosa de Lima divina
mis devotas plegarias escuchas
mí canción lleva la oración
de un pueblo sincero y valiente
Santa Rosa, ciudad de ilusión.

### Patrimonio arquitectónico

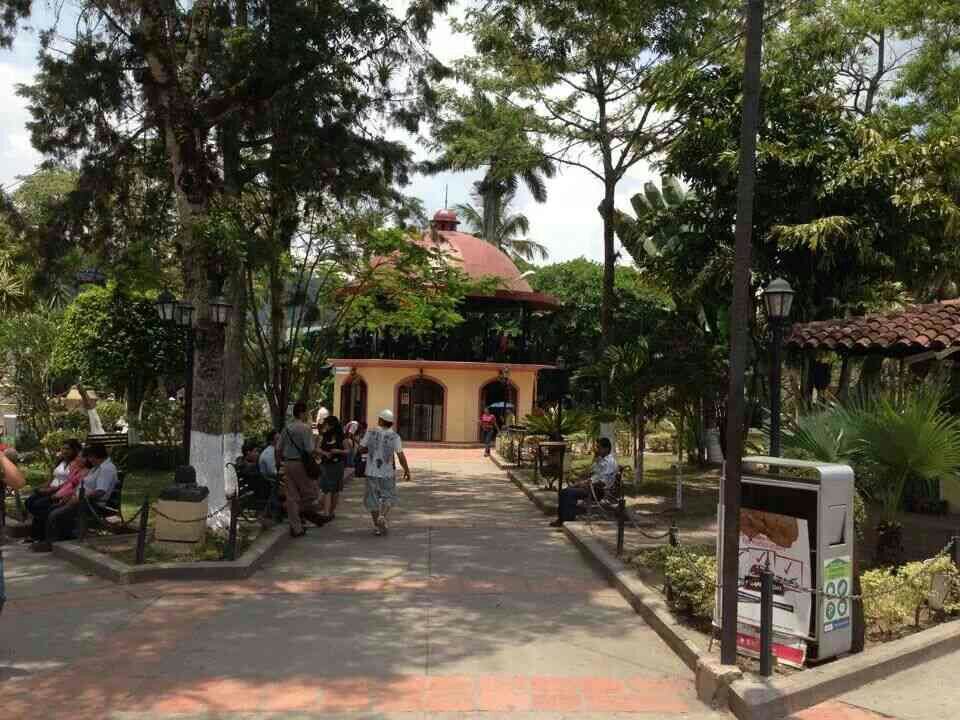
Vista del Parque Central "La Libertad" de Santa Rosa (2014).

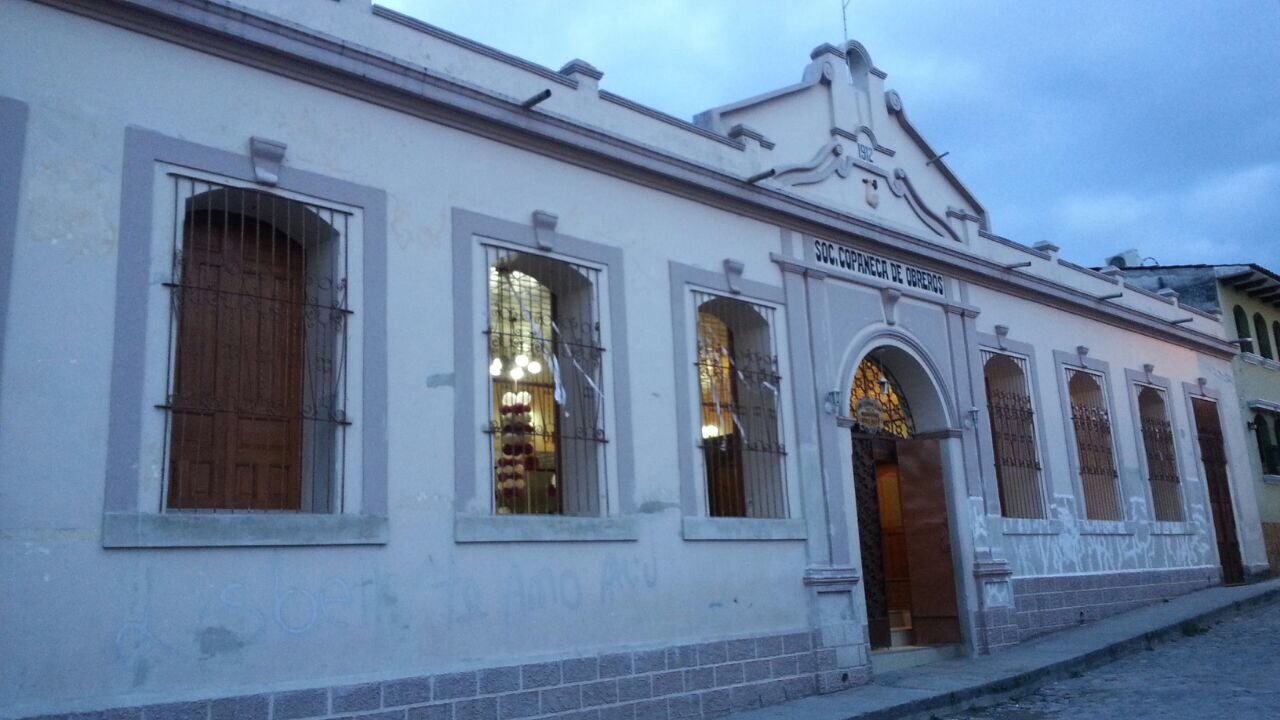
Palacio Obrero de Santa Rosa de Copán en 2017.

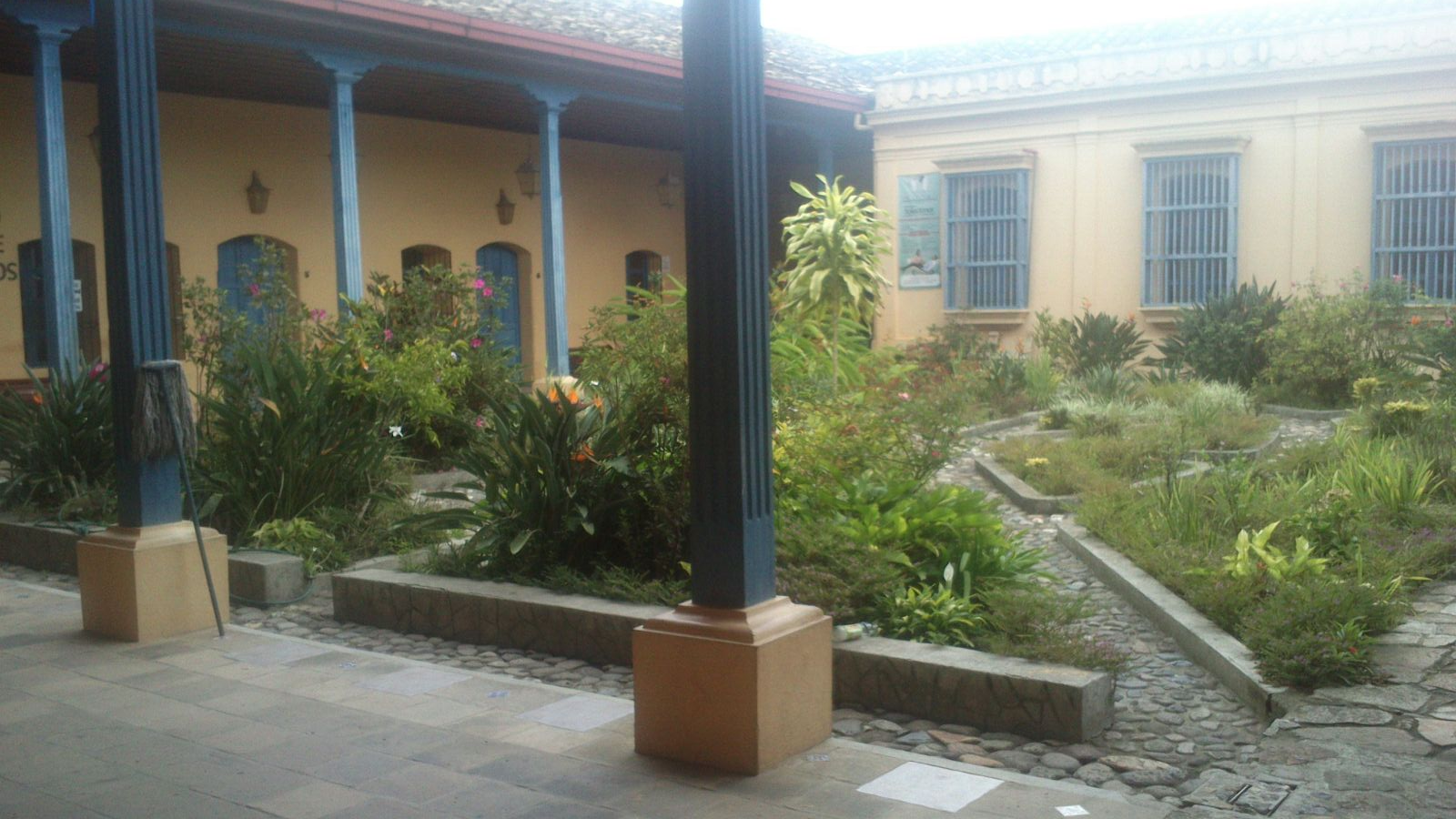
Jardín interior de la Casa Arias.

El casco histórico urbano de la original ciudad de Santa Rosa, correspondía alrededor de unas 300 manzanas, que fueron donadas a la Municipalidad por los descendientes y herederos del Capitán don Juan García de la Candelaria. Mediante un acuerdo entre la municipalidad, el Instituto Hondureño de Antropología e Historia (IHAH), la Universidad Nacional Autónoma de Honduras y con fondos de PNUD-ASDI, se hizo un inventario de las edificaciones históricas (medidas, fotos de edificios, entrevistas con los propietarios de los inmuebles, etc.), dando lugar a un catálogo completo de las mismas, y definiendo el área correspondiente al casco histórico; y se dio paso a la creación de la Oficina Técnica para Preservación del Casco Histórico.
Entre los edificios que guardan un gran valor histórico se hallan:
Del siglo XVIII:
- Parte de la pared de la hacienda en el barrio El Centro, que perteneció a don Martiniano García López, descendiente del capitán Juan García de la Candelaría.
- La Casa Nacional, antiguo edificio de la Real Factoría de Tabacos y de la Universidad Nacional de Occidente, también en el barrio El Centro.

Del siglo XIX:
- La Catedral de Santa Rosa de Copán en el barrio El Centro, la cual conserva la arquitectura barroca tradicional.
- La Casa de la Cultura.
- El edificio de arquitectura victoriana que albergó a la tienda comercial Casa Bueso y Hermanos. Fue víctima de varios saqueos por parte de milicianos en las guerras civiles hondureñas de 1919 y 1924. Fue remodelado debido a un incendio y luego se instaló aquí el Cine Rex y después el Cine Hispano.
- Edificio J.C. Handal o El Portal, también de arquitectura victoriana, de la familia Cáceres-Handal, que albergó a mediados de 1950 la farmacia del Doctor Ramón Villeda Morales.
- Casa Castejón, de la familia Castejón: de arquitectura barroca, con bloques de adobe reforzado, techo de madera y teja de arcilla. Ahora es local del centro comercial.
- Casa Arias en el barrio El Calvario, con fachada de tipo barroco clásico, con ribetes, de construcción de bloques de adobe reforzado, techo de madera y teja. Ahora es local de centros comerciales.
- Casa Alvarado, propiedad de los herederos del Abogado Andrés Alvarado Romero, con un estilo barroco clásico. Fue sede de la agencia del Banco Atlántida S.A. hasta principios del siglo XXI.
- Casa Hernández en el barrio Santa Teresa. De arquitectura victoriana clásica, con detalles y columnas de alto relieve.
- Casa Rodríguez en el barrio Santa Teresa. También de arquitectura victoriana clásica de dos plantas, construida de bloques de adobe reforzado y techo de madera y teja de arcilla.
- Antiguo Cementerio general en el barrio Santa Teresa, contiguo a la Base del Cuerpo de Bomberos y a la Escuela José María Medina. El cementerio fue trasladado a un nuevo terreno en 1972.
- Casa Castellanos, antigua propiedad del señor Victoriano Castellanos Cortés; de construcción clásica, de bloques de adobe reforzado y techo de madera y teja de arcilla.

Del siglo XX:
- Parque central Jardín La Libertad y el primer kiosco.
- Palacio Obrero, sede de la Sociedad Copaneca de Obreros, en el barrio Santa Teresa. Construida de adobe reforzado, techo de madera y teja de arcilla.
- El Mercado Municipal en el barrio Santa Teresa. Una parte de este edificio fue ocupado por la Universidad Nacional de Occidente, al no contar con local definido. Restaurado parcialmente en su parte norte en el año 2000 y que alberga alrededor de 254 puestos comerciales.[19] (Barrio Santa Teresa)
- Los puentes El Progreso y Minerva, inaugurados en 1914.
- El Hospital de Occidente en el barrio El Calvario.
- Casa Cobos, de la Policía Nacional de Honduras, y que en la década 1920 ocupó la primera escuela privada, La Esperanza.
- Escuela Licenciado Jerónimo J. Reina en el barrio El Carmen, fundada en 1843.
- El Palacio Episcopal en el barrio El Carmen, sede de la diócesis de Santa Rosa de Copán. Construido en bloques de adobe reforzado, techo de madera y teja de arcilla.
- El edificio del centro de salud Doctor Vicente Fernández Mejía, construido a mediados del siglo XX, en el predio que ocupó el Ayuntamiento Constitucional. Conserva dos monolitos originales mayas en la parte frontal, extraídas de los restos del Templo de la cariatides, cercano al pueblo de La Jigua de Copán.[Nota 6]

### Gastronomía

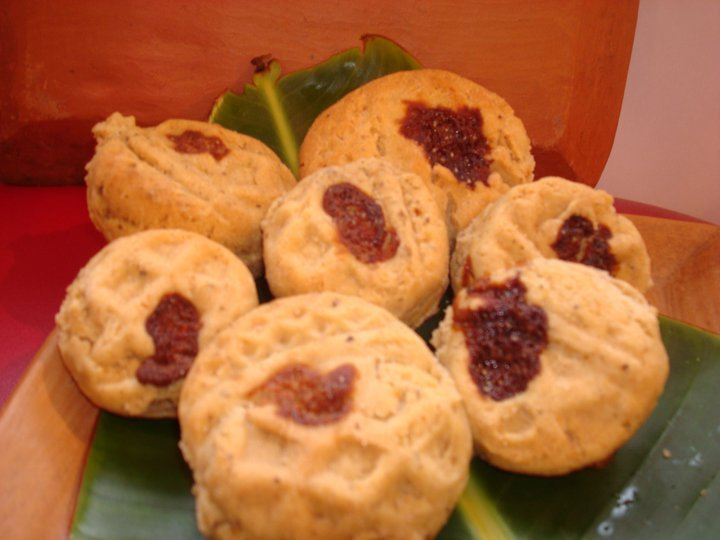
Pan duro o «totopostes» servidos para su degustación.

Santa Rosa de Copán cuenta con íconos gastronómicos dentro de la zona occidental de la República de Honduras. 
- En las bebidas se encuentra el refresco Copán Dry,[20] el café santarrocense del cual su producto es cultivado en las zonas aledañas, el chilate, el atole chuco, el atole de piña y el atole de maíz, la poleada y el ponche infernal, en cuanto al licor de frutas Timoshenko este tiene su nombre en honor a Semión Timoshenko.[21]

- En las comidas, se hace distinguir: el dulce de plátano, las torrijas (torrejas), el ayote en dulce, la coraza de maíz con leche agría y dulce de panela, el maíz verde (elote), los tamalitos de elote, las montucas y los totopostes o pan duro.

## Transporte
En la década de los ochenta empezó a operar la Terminal de Buses Miraflores, y en 1982 empezó también a funcionar el Bus Urbano Circular, con una sola línea y varias paradas por toda la ciudad, asimismo al aparecer el Centro Regional Universitario se necesitó de la creación de un sistema de transporte universitario, el cual funciona en la misma línea que el transporte urbano.
El servicio público de taxis, fue fundado en los años setenta con alrededor de cinco unidades, actualmente son más unidades las que laboran dentro y fuera del casco urbano y según la normativa nacional las unidades deben de ser en color blanco y número visible.

## Medios de comunicación

### Estaciones radiales
- La Voz de Occidente (HRRH): fundada el 9 de agosto de 1956 por Héctor Luna Mejía, Arturo Rendón Madrid, Arnaldo Fuentes y Ricardo Orellana. Fue la primera estación radial de la ciudad.
- Radio Sultana: fundada 16 de diciembre de 1972 por Arturo Robles, Noé L. Cruz, Daniel Cáceres y Antonio "Tony" Medina.
- Radio Santa Rosa: emisora de la diócesis de Santa Rosa de Copán. Fundada el 26 de noviembre de 1978 por el Obispo Monseñor José Carranza Chevez.
- Radio Manantial: aparece en 1985, fundada por Rolando Bueso.
- Copán Estéreo: fundada el 1 de mayo de 1992 por Rafael Antonio Rendón.
- Maya Visión: fundada el 18 de febrero de 1998 por Germán Antonio Rivas. Después pasaría a ser Exa FM, y ahora es LIVE FM.
- Sky radio: aparece el 13 de marzo de 1999, siendo su fundador el empresario Amid Cárdenas.
- La Voz Evangélica Bethel: de la Iglesia Cristiana Evangélica Centroamericana, fundada por la década de 1990.
- Super Estrella: también evangélica, siendo su fundadora la pastora Amanda Ramos.
- Arco Iris: de programación variada, apareció en la década del 2000.
- Radio EMÁUS: también de la Iglesia católica.
- Radio RokaFM 95.5: primeramente se fundó como Radio La Voz de Los Mayas más conocida como “La 1040” en 1980 teniendo su sede en La Entrada de Copán, en 1994 el señor Carlos Humberto Orellana su esposa Silvia Portillo Madrid y su hijo Carlos Josué Orellana crearon RokaFM95.5 antes conocida como la 95. Fue trasladada a Santa Rosa de Copán en el año 2010 de contenido variado y cristiano.
- Radio LA MEGA: fundada el 22 de agosto de 2006 por los señores José Andrés González Mathis, José Fernando González y Adrián Danilo González.

### Estaciones televisoras
- Canal 12: fue el pionero de la televisión santarrocense, con señal UHF. Apareció el 12 de noviembre de 1989, fundada por Germán Antonio Rivas Morales y su esposa Maribel Chinchilla, aunque unos mese antes el canal 12 había aparecido en modalidad de sistema de televisión por cable . El 18 de febrero de 1995 se convertiría en Canal 34 y en Corporación Maya visión[22] o LIVE TV, que hoy rectora su hijo, Germán Rivas Jr.
- Mega Visión: inició el 5 de octubre de 1995, siendo sus fundadores Armando Medina, Rubén Romero, Carlos León y Abilio Aguilar.
- Telecaes Canal 49 nace en 2003 sus fundadores los empresarios Amid Cárdenas y su distinguida esposa Ondina Espinoza de Cárdenas.
- Copán TV: apareció en el cable de Sula Visión en 2005.
- Multivisión Canal 32: propiedad del Manuel de Jesús Mejía, inició l 8 de agosto de 2010.

Cercano a la ciudad se encuentran instaladas antenas repetidoras de las emisoras nacionales: HRN y Radio América, como de canal 5, de la Corporación Televicentro.

## Justicia

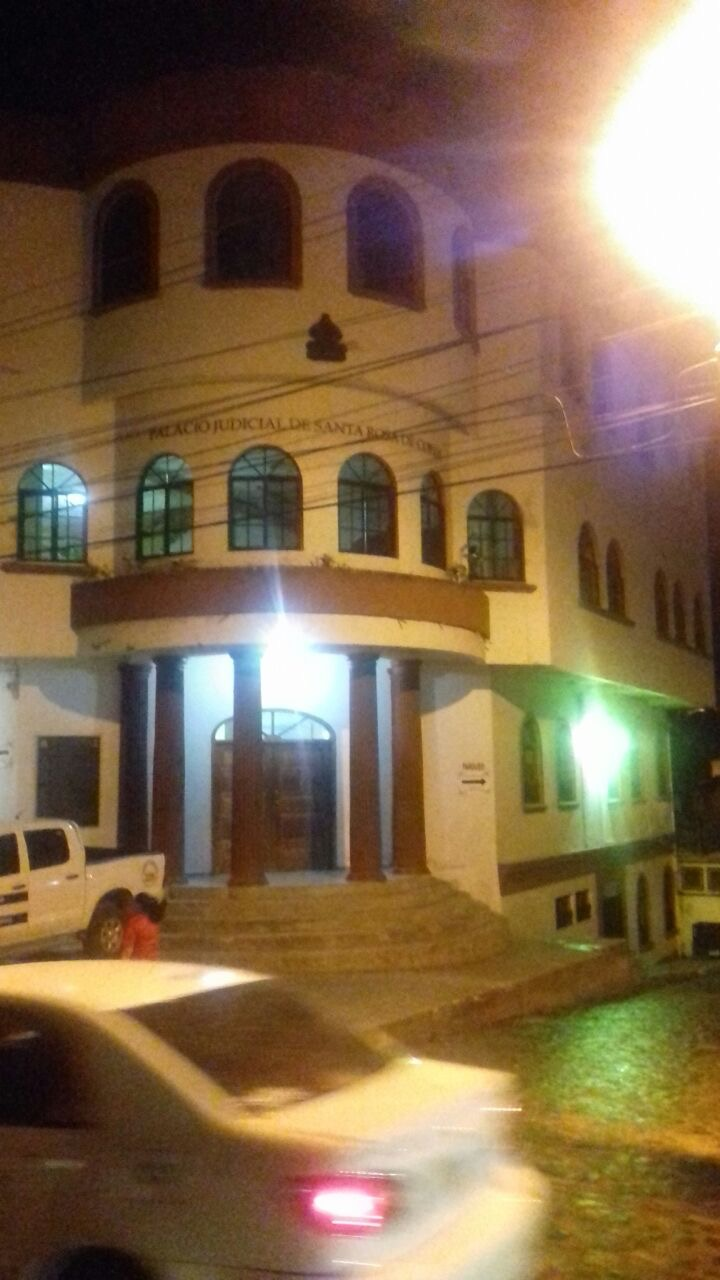
Vista frontal del Palacio Judicial de Santa Rosa de Copán, construido entre 1995 a 1997.

Desde la creación del Estado de Honduras y de la implementación del Supremo Tribunal de Justicia, -antecesor de la Corte Suprema de Justicia de Honduras, el municipio de Santa Rosa, ha contado con un Juez director de un Tribunal o Juzgado. Actualmente en Santa Rosa se encuentra la sede de la Corte de Apelaciones de Occidente, fundada en 1990 y con jurisdicción en los departamentos de Copán, Ocotepeque y Lempira, asimismo del Tribunal de Sentencia fundado en 2002 y del Tribunal de Ejecución fundado en 2004, con la misma jurisdicción territorial. Además se encuentran los Juzgados de Letras, Juzgado de Letras de Familia, Juzgado de Letras de la Niñez y Adolescencia, Instituto de la Propiedad Mercantil, Juzgados de Paz locales. Representación del Ministerio Público o fiscalía y Defensa pública.

## Personas Destacadas
| Título                 | Nombre                                        | Mérito                                                             |
| ---------------------- | --------------------------------------------- | ------------------------------------------------------------------ |
| Empresario y minero    | Victoriano Castellanos Cortés                 | Presidente del Estado de Honduras                                  |
| Licenciado y General   | Juan Antonio Medina Orellana                  | Presidente de Honduras                                             |
| Doctor                 | Francisco Bueso Cuéllar                       | Presidente Interino de Honduras                                    |
| Periodista y escritora | Argentina Díaz Lozano (Argentina Mejía Bueso) | Candidata al Premio Nobel de Literatura                            |
| Ingeniero              | Manuel Bueso Pineda                           | Político y empresario                                              |
| Br.                    | Arturo Rendón Madrid                          | Embajador en la República de Argentina.                            |
| Doctor                 | Arturo Rendón Pineda                          | Ministro de Cultura y pionero de la radio local                    |
| Licenciado             | Jorge Bueso Arias                             | Político, empresario y candidato Presidencial                      |
| Abogado                | José Eduardo Gauggel Rivas                    | Magistrado de la Corte Suprema de Justicia                         |
| Doctor                 | Víctor Hugo Barnica                           | Precandidato Presidencial                                          |
| Presbítero             | Jesús María Rodríguez Orellana                | Fundador de la Universidad Nacional de Occidente                   |
| Abogado                | Carlos Madrid                                 | Ministro Rector de la Universidad Nacional de Occidente            |
| Ingeniero              | Arturo López Rodezno                          | Primer Director de la Escuela Nacional de Bellas Artes de Honduras |
| Profesor               | Mario Arnoldo Bueso Yescas                    | Historiador                                                        |
| Profesora              | Carmen Fiallos Tabora                         | Historiadora                                                       |
| Licenciado             | Libny Rodrigo Ventura Lara                    | Historiador                                                        |
| Profesor               | Francis Wilson Valenzuela                     | Cuentista y ensayista                                              |
| General                | Humberto Regalado Hernández                   | Comandante de las Fuerzas Armadas de Honduras                      |

## División Política
La división política del municipio de Santa Rosa de Copán, se encuentra de la siguiente manera: Aldeas: 19 (2013) y Caseríos: 110 (2013)

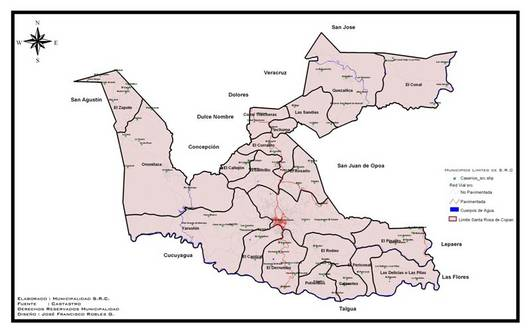
Mapa catastral del municipio de Santa Rosa de Copán y sus aldeas.

| Código | Aldea                    |
| ------ | ------------------------ |
| 040101 | Santa Rosa de Copán      |
| 040102 | Calzontes                |
| 040103 | Conal Trincheras         |
| 040104 | El Callejón              |
| 040105 | El Carrizal              |
| 040106 | El Conal                 |
| 040107 | El Corralito             |
| 040108 | El Periconal             |
| 040109 | El Pinalito              |
| 040110 | El Rodeo                 |
| 040111 | El Salitrillo            |
| 040112 | El Zapote                |
| 040113 | Inchuma                  |
| 040114 | Las Delicias o Las Pilas |
| 040115 | Las Sandías              |
| 040116 | Oromilaca                |
| 040117 | Potrerillos              |
| 040118 | Quezailica               |
| 040119 | Yarushin                 |
|        | El Derrumbo              |
|        | El Rosario               |